# European Defence League
 (novembre 2023).
La European Defence League est une émanation, basée au Royaume-Uni de l'English Defence League fondée par Tommy Robinson. Adepte de la théorie du grand remplacement, elle dit lutter contre l'islamisation de l'Europe et contre l'imposition prétendue de la Charia sur le sol européen. Elle a plusieurs ramifications en Europe.

## Histoire
Le groupe a été créé en octobre 2010 et a tenu sa première réunion à Amsterdam aux Pays-Bas, au procès de l'homme politique d'extrême droite néerlandais Geert Wilders. Comme l'English Defence League, elle dénonce l'« islamisation de l'Europe ».

## Ramifications

### Norwegian Defence League
La Norwegian Defence League est un mouvement anti-islam norvégien étroitement associé à l'English Defence League. La NDL est une émanation de la European Defence League et a été créé pendant le nouvel an 2011, inspiré par l'EDL qui avait été fondé en 2009.

### Dutch Defence League
La Dutch Defence League était une émanation néerlandaise de l'English Defence League. Le porte-parole de l'organisation était Bert Jansen. Le mouvement cessa officiellement ses activités en juin 2011. 

### Scottish Defence League
La Scottish Defence League est une émanation de l'English Defence League actif en Écosse. Comme l'EDL, le groupe proteste contre l'assassinat de Lee Rigby en 2013. Le mouvement a revendiqué 4000 membres en mai 2013.